# Adolf Drwota
Adolf Władysław Drwota (ur. 26 stycznia 1880 w m. Chobot, zm. 1 stycznia 1936 w Kościelisku) – major taborów Wojska Polskiego.

## Życiorys
Adolf Władysław Drwota urodził się 26 stycznia 1880 roku w miejscowości Chobot, w rodzinie Ferdynanda i Bronisławy Marii z Wimmerów. Miał siedmioro rodzeństwa, w tym pięciu braci: Jana (1884-1959), Antoniego, Stanisława, Franciszka Ksawerego i Władysława oraz siostry Eugenię i Emilię. 19 marca 1912 roku ożenił się ze Stefanią Marianną z domu Mrazek (1888–1944).
W latach 1902–1903 odbył obowiązkową służbę wojskową, w charakterze jednorocznego ochotnika, w c. i k. 13 pułku piechoty, który wówczas stacjonował w Krakowie i Bochni. Na porucznika rezerwy piechoty awansował 1 stycznia 1904 roku. Był wówczas oficerem rezerwowym c. i k. 13 pułku piechoty. W 1905 roku został powołany do służby czynnej, w stopniu porucznika (niem. Leutnant) ze starszeństwem z 1 listopada 1905 roku, i wcielony do c. i k. 13 pułku piechoty. W 1911 roku został przeniesiony w stan spoczynku. W latach 1911–1914, jako oficer stanu spoczynku pełnił funkcję oficera magazynowego (niem. Magazinsoffizier) w c. i k. 1 Galicyjskim pułku ułanów we Lwowie. 1 maja 1912 roku awansował na starszego porucznika (niem. Oberleutnant).
28 listopada 1918 roku został przyjęty do Wojska Polskiego i przydzielony do Żandarmerii Polowej. Pierwszym stanowiskiem służbowym było stanowisko dowódcy powiatowego żandarmerii w Łodzi. 28 stycznia 1919 roku objął dowództwo Żandarmerii Okręgu Generalnego „Łódź” w Łodzi. 25 września 1919 roku został formalnie przyjęty do Wojska Polskiego z byłej armii austro-węgierskiej, z zatwierdzeniem posiadanego stopnia rotmistrza ze starszeństwem z dniem 1 maja 1916 roku, i przydzielony do dowództwa żandarmerii Dowództwa Okręgu Generalnego „Łódź”. 1 października 1919 roku został dowódcą stada ogierów w Mniszku. 12 listopada 1919 roku został przeniesiony do dyspozycji generała Józefa Hallera. Później został przeniesiony do rezerwy i zatrzymany w służbie czynnej. 27 sierpnia 1920 został zatwierdzony z dniem 1 kwietnia 1920 w stopniu rotmistrza, w kawalerii, w grupie oficerów byłej armii austriacko-węgierskiej. 28 lipca 1921 roku, jako rotmistrz kawalerii „zwolniony do Rezerwy Armii”, został wcielony do 27 pułku ułanów.
Zweryfikowany w stopniu majora ze starszeństwem z dniem 1 czerwca 1919 roku w korpusie oficerów rezerwowych taborowych i przydzielony w rezerwie do 10 dywizjonu taborów w Przemyślu. W grudniu 1923 roku został przydzielony do Szefostwa Remontu Dowództwa Okręgu Korpusu Nr X w Przemyślu na stanowisko referenta, pozostając oficerem nadetatowym 10 dywizjonu taborów. Z dniem 1 lipca 1924 roku został przemianowany na oficera zawodowego w stopniu majora ze starszeństwem z dniem 1 lipca 1919 roku i 2. lokatą w korpusie oficerów taborowych. W maju 1925 został przydzielony do Komendy Uzupełnień Koni Nr 25 w Brześciu nad Bugiem stanowisko komendanta. 26 lipca 1926 roku, w związku z redukcją stanów liczebnych formacji taborowych, został zatwierdzony na stanowisku dowódcy 10 szwadronu taborów. Z dniem 30 kwietnia 1927 roku został przeniesiony w stan spoczynku. W 1928 roku mieszkał w Jaśle. W 1932 roku był komisarzem rządowym w Załoścach.
W 1934 roku pozostawał w ewidencji Powiatowej Komendy Uzupełnień Kraków Miasto. Posiadał przydział do Oficerskiej Kadry Okręgowej Nr V. Był wówczas „przewidziany do użycia w czasie wojny”. Zmarł 1 stycznia 1936 roku w Sanatorium Wojskowym w Kościelisku. Pochowany na Cmentarzu Podgórskim w Krakowie (kwatera IIIB-zach.-5) (pas 2-zach.-9).

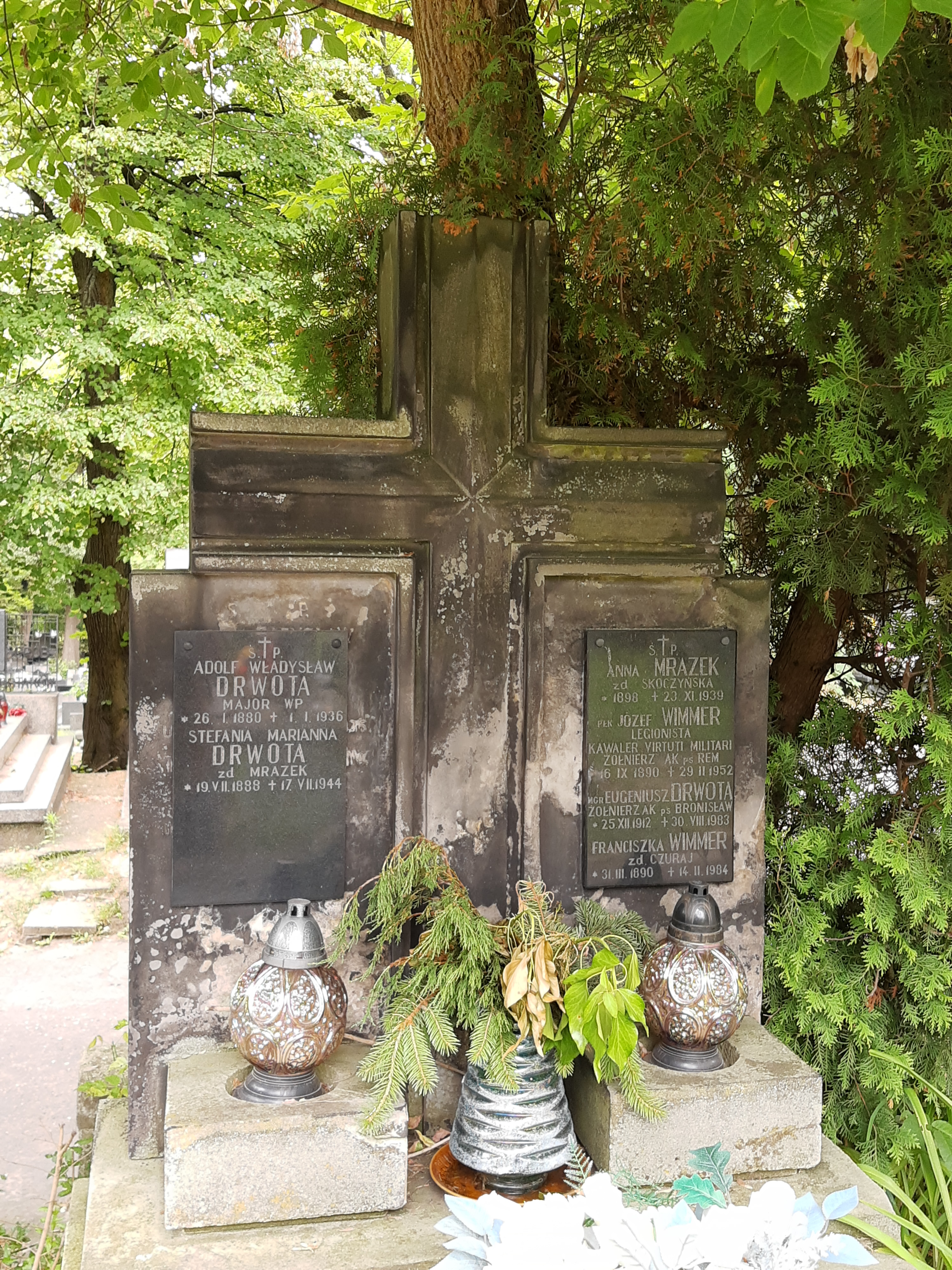
Grób Adolfa Drwoty z małżonką i Józefa Wimmera na Cmentarzu Podgórskim

Ze związku Adolfa ze Stefanią Marią urodziło się dwóch synów: Eugeniusz i Władysław. Eugeniusz Mieczysław Drwota, urodzony 25 grudnia 1912 roku w Krakowie, był żołnierzem AK, posługująca się pseudonimem "Bronisław". Od 1945 roku był członkiem Stronnictwa Demokratycznego, a w okresie od 27 października 1980 roku do 19 lutego 1982 roku był członkiem Prezydium Dzielnicowego Komitetu Kraków-Podgórze tej partii oraz radnym Dzielnicowej Radzie Narodowej Kraków-Podgórze w latach 1958–1961.
Jan Drwota, starszy brat Adolfa, urodził się 27 lutego 1884 roku w Dobroniowcach na Bukowinie. Był urzędnikiem kolejowym. Żonaty z Leontyną z domu Czap, urodzoną 10 listopada 1882 roku, z którą miał syna Witolda i córkę Helenę, urodzoną 30 czerwca 1918 roku w Czerniowcach.
Witold Kazimierz Drwota ps. „Murzyn” urodził się 9 listopada 1914 roku w Obergrafendorf, w Dolnej Austrii. Był podporucznikiem Wojska Polskiego. W czasie powstania warszawskiego walczył w Grupie „Kampinos” i uczestniczył w natarciu na Dworzec Gdański.